# Liste der Kulturgüter in Riggisberg
Die Liste der Kulturgüter in Riggisberg enthält alle Objekte in der Gemeinde Riggisberg im Kanton Bern, die gemäss der Haager Konvention zum Schutz von Kulturgut bei bewaffneten Konflikten, dem Bundesgesetz vom 20. Juni 2014 über den Schutz der Kulturgüter bei bewaffneten Konflikten sowie der Verordnung vom 29. Oktober 2014 über den Schutz der Kulturgüter bei bewaffneten Konflikten unter Schutz stehen.
Objekte der Kategorien A und B sind vollständig in der Liste enthalten, Objekte der Kategorie C fehlen zurzeit (Stand: 4. April 2023). Unter übrige Baudenkmäler sind geschützte Objekte zu finden, die im Bauinventar des Kantons Bern als «schützenswert» verzeichnet sind.

## Kulturgüter
| Foto |                                                                 | Objekt                                   | Kat. | Typ | Standort                                      | Beschreibung |
| ---- | --------------------------------------------------------------- | ---------------------------------------- | ---- | --- | --------------------------------------------- | --- |
| ja   | Datei hochladen · Wikidata zu Schloss Rümligen (Q870167)        | Schloss KGS-Nr.: 01192                   | A    | G   | Rümligen, Schulhausstrasse 20 603911 / 186461 | Im Kern aus dem dritten Viertel des 11. Jahrhunderts stammendes Schloss, mit Umbauten im 16. und 17. Jahrhundert sowie nach 1709. Heute präsentiert es sich als herrschaftlicher, repräsentativer und hauptsächlich barocker Putzbau unter asymmetrischem Viertelwalmdach. An seiner nordwestlichen Giebelseite erhebt sich der hochmittelalterliche Bergfried unter neuerem Mansarddach. Zwei Gartenterrassen unterstreichen die repräsentative Wirkung. |
| ja   | Datei hochladen · Wikidata zu Speicherstöckli (Q19362689)       | Speicherstöckli KGS-Nr.: 01196           | A    | G   | Rüti bei Riggisberg, Grund 15 603431 / 180477 | 1802 erbauter Speicher in Ständerbauweise unter leicht geknicktem Viertelwalmdach, geht im Ober- und Dachgeschoss in eine Bohlenständer-Konstruktion über. Bautypologisch und konstruktiv hochinteressantes Objekt, einzigartig durch die Inschriften und Malereien am Erdgeschoss. Das Obergeschoss ist rundum von einer Laube umgeben. |
| ja   | Datei hochladen · Wikidata zu Sammlung Abegg-Stiftung (Q318289) | Abegg-Stiftung (Sammlung) KGS-Nr.: 08547 | A    | S   | Werner Abeggstrasse 67 604267 / 184920        | Die vom Textilindustriellen Werner Abegg zusammengetragene Sammlung umfasst mehr als 7000 kunsthistorisch wertvolle Textilien von den Anfängen bis zum Beginn des 19. Jahrhunderts. Zum Bestand gehören eine der weltweit bedeutendsten Kollektionen koptischer Wandbehänge, Gewebe des islamischen Kulturraumes, Samte und Stoffe der Gotik und der Renaissance aus Italien, barocke Textilien aus Frankreich, Italien und England sowie Leinendamaste.  |
| ja   | Datei hochladen · Wikidata zu Villa Abegg (Q29674624)           | Abegg-Stiftung (Gebäude) KGS-Nr.: 01171  | B    | G   | Werner Abeggstrasse 69 604265 / 185068        | Villa Abegg |
| ja   | Datei hochladen · Wikidata zu Altes Schloss (Q1537155)          | Altes Schloss KGS-Nr.: 01172             | B    | G   | Schlossweg 12 602530 / 184165                 | Das um 1700 erbaute Schloss an exponierter Lage ist ein dreigeschossiger kubischer Putzbau unter geknicktem Halbwalmdach. Daran schliesst sich im Westen ein Treppenturm mit Spitzhelm an. Die Fassaden besitzen 5×5 Fensterachsen, wobei die östlichen und südlichen Mittelachsen durch Gitterbalkone aus den 1730er Jahren betont werden. |

## Übrige Baudenkmäler
Hinweis: Anstelle der KGS-Nummer wird als Objekt-Identifikator (ID) die Grundstücksnummer verwendet.
| ID  | Foto |                                                               | Objekt                                   | Typ | Standort                                            | Beschreibung |
| --- | ---- | ------------------------------------------------------------- | ---------------------------------------- | --- | --------------------------------------------------- | ------------ |
| 14  | BW   | Datei hochladen                                               | Bauernhaus (2. Hälfte 18. Jh.)           | G   | Burgisteinstrasse 13 603302 / 183114                |              |
| 40  | BW   | Datei hochladen                                               | Speicher (1736)                          | G   | Rümligen, Hermiswilstrasse 21 603012 / 186738       |              |
| 113 | BW   | Datei hochladen                                               | Mühle (1847)                             | G   | Grabenstrasse 20 603675 / 184427                    |              |
| 113 | BW   | Datei hochladen                                               | Stöckli (1847)                           | G   | Grabenstrasse 22 603684 / 184414                    |              |
| 129 | BW   | Datei hochladen                                               | Kleinbauernhaus (1741)                   | G   | Rüti bei Riggisberg, Stalden 16 602222 / 181676     |              |
| 130 | ja   | Datei hochladen · Wikidata zu Reformierte Kirche (Q112338722) | Reformierte Kirche (12. Jh./1687)        | G   | Kirchweg 10 602904 / 184499                         |              |
| 200 | BW   | Datei hochladen                                               | Schlossmühle (Mitte 18. Jh.)             | G   | Rümligen, Schulhausstrasse 26 603950 / 186428       |              |
| 200 | BW   | Datei hochladen                                               | Schlossgut (2. Hälfte 18. Jh.)           | G   | Rümligen, Schulhausstrasse 30 603960 / 186343       |              |
| 200 | BW   | Datei hochladen                                               | Mauerhaus (1725)                         | G   | Rümligen, Schulhausstrasse 36 603906 / 186120       |              |
| 200 | BW   | Datei hochladen                                               | Mauerhaus-Stöckli (1770)                 | G   | Rümligen, Schulhausstrasse 46 603907 / 186082       |              |
| 201 | BW   | Datei hochladen                                               | Bauernhaus Jägerhüsi (2. Hälfte 18. Jh.) | G   | Rümligen, Schulhausstrasse 37 604019 / 186258       |              |
| 215 | BW   | Datei hochladen                                               | Bauernhaus (um 1840)                     | G   | Rümligen, Haslistrasse 24 602901 / 185535           |              |
| 215 | BW   | Datei hochladen                                               | Ofenhaus (1748)                          | G   | Rümligen, Haslistrasse 28 602944 / 185571           |              |
| 224 | BW   | Datei hochladen                                               | Bauernhaus (1791)                        | G   | Laueli 4, 6a 600019 / 181309                        |              |
| 225 | BW   | Datei hochladen                                               | Bauernhaus (1. Hälfte 19. Jh.)           | G   | Aebnit 8 602781 / 183573                            |              |
| 225 | BW   | Datei hochladen                                               | Ofenhaus (1837)                          | G   | Aebnit 8a 602768 / 183528                           |              |
| 256 | BW   | Datei hochladen                                               | Zehntspeicher (18. Jh.)                  | G   | Muriboden 4 600619 / 184550                         |              |
| 277 | BW   | Datei hochladen                                               | Bauernhaus (1709)                        | G   | Rüti bei Riggisberg, Oberer Stutz 4 600339 / 183951 |              |
| 290 | BW   | Datei hochladen                                               | Bauernhaus (2. Hälfte 18. Jh.)           | G   | Rümligen, Hermiswilstrasse 25 602987 / 186755       |              |
| 316 | BW   | Datei hochladen                                               | Scheune (1. Hälfte 19. Jh.)              | G   | Rüti bei Riggisberg, Chüng 1a 603691 / 181439       |              |
| 332 | BW   | Datei hochladen                                               | Wohnhaus (1915)                          | G   | Längenbergstrasse 16 603195 / 184491                |              |
| 356 | BW   | Datei hochladen                                               | Bauernhaus (1. Viertel 19. Jh.)          | G   | Gurnigelstrasse 4 603008 / 184298                   |              |
| 386 | BW   | Datei hochladen                                               | Bauernhaus (Mitte 18. Jh.)               | G   | Grabenstrasse 4 603140 / 184339                     |              |
| 396 | BW   | Datei hochladen                                               | Bauernhaus (1845)                        | G   | Rüti bei Riggisberg, Stalden 10 602164 / 181659     |              |
| 431 | BW   | Datei hochladen                                               | Bauernhaus (1776)                        | G   | Rüti bei Riggisberg, Grund 17 603458 / 180472       |              |
| 513 | BW   | Datei hochladen                                               | Wohn- und Geschäftshaus (1898)           | G   | Grabenstrasse 3 603076 / 184358                     |              |
| 513 | BW   | Datei hochladen                                               | Wohnhaus (1914)                          | G   | Grabenstrasse 5 603073 / 184381                     |              |
| 633 | BW   | Datei hochladen                                               | Bauernhaus (18./19. Jh.)                 | G   | Otzenbach 6 601776 / 184838                         |              |
| 654 | BW   | Datei hochladen                                               | Ofenhausstöckli (1797)                   | G   | Eichmatt 15b 599665 / 184087                        |              |
| 914 | BW   | Datei hochladen                                               | Wohnhaus (1906)                          | G   | Gurnigelstrasse 12 602950 / 184180                  |              |
| 938 | BW   | Datei hochladen                                               | Bauernhaus (Mitte 18. Jh.)               | G   | Gsteigstrasse 24 602270 / 184146                    |              |
| 954 | BW   | Datei hochladen                                               | Ofenhaus-Speicher (1749)                 | G   | Lindengässli 2 602824 / 184185                      |              |
| 995 | BW   | Datei hochladen                                               | Bauernhaus (Ende 18. Jh.)                | G   | Muristrasse 17 601645 / 184186                      |              |